# Taismary Agüero
Taismary Agüero Leiva, född 5 mars 1977 i Municipio de Yaguajay, Kuba är en (tidigare) volleybollspelare (vänsterspiker) som spelat både för Kubas och Italiens landslag i volleyboll.
Taismary Agüero började spela volleyboll från en mycket ung ålder. Hon debuterade i Kubas juniorlandslag 1993 och var redan samma år reserv när Kuba vann FIVB Volleyball World Grand Champions Cup 1993. Hon spelade då både som passar och högerspiker. Hon spelade uteslutande med landslaget fram till 1998 (d.v.s. inget spel på klubbnivå). Med seniorlandslaget var hon mycket framgångsrik med bl.a. segrar vid OS 1996 och VM 1998.
Säsongen 1998/1999 gick hon till den italienska serie A1-klubben Pallavolo Sirio Perugia, med vilken hon spelade fram till 2005. Detta med en period mest start OS-säsongen 2000 då hon, som resten av det kubanska landslaget, åter bara spelade med landslaget. Före uppehållet vann hon en italiensk cup och samt cupvinnarcupen (1999/2000). 
Vid OS 2000 vann hon åter guld med Kuba. Vid Montreux Volley Masters 2001 lämnade hon det kubanska landslaget och sökte sedan asyl i Italien, varpå hon fortsatte spela med Perugia. Under perioden efter uppehållet vann hon italienska mästerskapet två gånger, italienska cupen gånger och CEV Cup (numera CEV Challenge Cup) en gång (2004/2005).
Säsongen 2005/2006 gick hon över till Asystel Volley, som hon spelade med under två säsonger. Med dem vann hon italienska supercupen samt Top Teams Cup (nytt namn på tidigare cupvinnarecupen, 2005/2006), där hon också utsågs till mest värdefulla spelare. I december 2006 gifte hon sig med Alessio Botteghi och blev italiensk medborgare. Detta gjorde att hon kunde spela med det italienska landslaget. Hon debuterade i landslaget i juni 2007 och samma år vann hon EM 2007 med landslaget. Vid mästerskapet utsågs hon även till mest värdefulla spelare.
2007 skrev hon på ett kontrakt för två säsonger med Türk Telekom i turkiska Sultanlar Ligi. Med landslaget vann hon brons vid OS 2008. Innan mästerskapet hade hennes mamma blivit allvarligt sjuk, men Agüero fick inte inresetillstånd i Kuba förrän hon dött. Vid EM 2009 vann hon åter guld med landslaget. Strax därefter beslutade hon sig för att dra sig tillbaka från landslagsspel.
På klubbnivå återvände hon till Italien 2009-2010 för spel med den nyligen uppflyttade klubben Carnaghi Villa Cortese, med vilka hon under de två åren i klubben komma att vinna italienska cupen två gånger. Säsongen 2011-12 flyttade hon till Universal Volley Modena, men klubben gick i konkurs. Därefter gjorde Agüero ett uppehåll då hon var gravid. Han började åter spel i i mitten av säsongen 2013-14 med Volleyball Casalmaggiore. Sommaren 2014 var kaotisk då hon blev inkallad till landslaget för VM 2014, för att sedan lämna och tillkännage att hon avslutade sin volleybollkarriär. 
Under hösten 2014 började hon åter spela, nu med Volley 2002 Forlì. Hon spelade med klubben under två säsonger, den andra i serie A2 då klubben åkte ur högstaserien första säsongen. Därefter gjorde hon ett nytt tävlingsuppehåll för att föda sin andra son. Säsongen 2017/2018 började hon spela igen, nu med Volley Academy Sassuolo, som hon var med att ta från serie B1 till serie A2. Hon gick sedan över till ett annat serie B1-lag, Pallavolo Montale, som hon spelat med sedan dess. Även det laget lyckades kvalificera sig för serie A2. I januari 2020, fick hon en bristning i hälsenan och tvingades avbryta säsongen tidigt. Sedan 2021 är hon lagledare för klubbens lag.